# 6203 Lyubamoroz
A 6203 Lyubamoroz (ideiglenes jelöléssel 1981 EC23) a Naprendszer kisbolygóövében található aszteroida. Schelte J. Bus fedezte fel 1981. március 3-án.